# 原圖卡

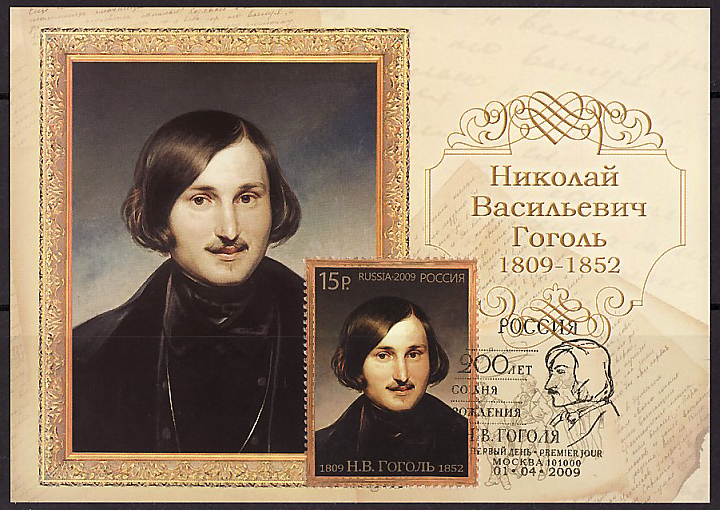
纪念俄国作家果戈里诞辰200周年的极限片，同时加盖相应纪念戳。

原圖卡（Maximum card，又稱极限卡、极限明信片，新加坡譯為美心卡）指用一枚美术明信片，在明信片图画一面贴一张同图案邮票，并在邮票和明信片上加盖相关邮戳制成的。
极限明信片的收集是集邮活动是一个类别，它以制作、收集、欣赏、研究极限明信片为主。世界最早的极限片出现在19世纪末，由旅行者偶然在寄送明信片时将邮票贴在有相同图案的明信片上形成。集邮者有意识的去制作极限明信片应是20世纪10年代之后。

1944年12月2日，在法国成立世界上第一个极限集邮组织"French Maximaphiles"。
最新的《FIP 极限集邮评审专用规则》于2004年9月在新加坡通过。